# José Antonio Martínez
José Antonio Martínez Gil (ur. 12 lutego 1993 r. w La Palma del Condado) – hiszpański piłkarz występujący na pozycji obrońcy w klubie Granada CF, do którego jest wypożyczony z SD Eibar.

## Kariera klubowa
Urodzony w La Palma del Condado, Martínez ukończył kształcenie się w AD Nervión. W 2012 roku przeniósł się do AD Cerro del Águila, gdzie zaliczył swój seniorski debiut w lidze regionalnej.
W lipcu 2013 roku, Martínez dołączył do Alcali. 24 stycznia 2014 roku, po regularnej grze w zespole, podpisał kontrakt z grającą w Segunda División B – Sevillą Atlético.
27 czerwca 2016 roku, po wywalczonym awansie do Segunda División, Martínez został zawodnikiem Barcelony B. Zakończył sezon z 34 występami na koncie oraz jednym golem, a Barcelonie B udało się awansować do wyższej klasy rozgrywkowej.
Martínez swój profesjonalny debiut zaliczył 19 sierpnia 2017 roku w wygranym 2–1 meczu przeciwko Realowi Valladolid.
Pierwszy mecz w pierwszej drużynie Barcelony Martínez rozegrał 25 października 2016 roku zmieniając Jérémy'ego Mathieu w meczu przeciwko Espanyolowi w ramach Superpucharu Katalonii.
1 lipca 2018 roku, podpisał trzyletni kontrakt z Eibarem. 30 lipca tego samego roku został wypożyczony na jeden sezon do Granady.